# عريض المنقار الإفريقي
الطائر عريض المنقار الأفريقي (بالانجليزية: African broadbill) (الأسم العلمي: Smithornis capensis)، هو نوع من الطيور من أسرة عريض المنقار. وتوجد في أنغولا، بوتسوانا، الكاميرون، جمهورية أفريقيا الوسطى، جمهورية الكونغو، جمهورية الكونغو الديمقراطية وساحل العاج والغابون، غانا، كينيا، ليبيريا، مالاوي، موزمبيق، ناميبيا، نيجيريا، رواندا، سيراليون، جنوب أفريقيا وسوازيلاند وتنزانيا وأوغندا وزامبيا، وزيمبابوي. وفي البيئات الطبيعية وهي الغابات شبه الاستوائية أو المدارية الجافة والغابات والأراضي المنخفضة أو شبه المدارية الرطبة والغابات الجبلية الرطبة شبه الاستوائية أو المدارية، والسافانا رطبة.